# Fernando Tobias de Carvalho
Fernando Tobias de Carvalho známý jako Hudson (* 18. července 1986, Sorocaba, Brazílie) je brazilský fotbalový záložník, od roku 2013 působí v brazilském celku Treze Futebol Clube.

## Klubová kariéra
V letech 2003 až 2007 působil v brazilském klubu z rodného města Club Atlético Sorocaba. Z něj přestoupil do severočeského klubu FC Slovan Liberec a odehrál zde jednu sezónu 2007/08. V první lize debutoval 6. srpna 2007 v zápase proti Spartě Praha, který Liberec prohrál venku 0:1.

### SK Dynamo České Budějovice
Po sezóně mu skončila smlouva a novou mu nabídl jihočeský klub SK Dynamo České Budějovice. Poprvé nastoupil za Dynamo 3. srpna 2008 proti Teplicím, zápas České Budějovice prohrály na severu Čech 0:4. První vstřelený gól v české nejvyšší lize zaznamenal 2. listopadu v domácím zápase s Viktorií Žižkov (výhra Českých Budějovic 3:2). Do konce sezóny přidal ještě dvě branky a zapsal si bilanci 26 zápasů, 3 góly a 2 asistence. Mimo to se prosazoval svou dobrou technikou.
V další sezóně 2009/10 odehrál 28 zápasů a zaznamenal jednu branku a jednu asistenci. Trefil se 17. října 2009 proti domácí Spartě Praha. Hudson přišel na hřiště v 78. minutě a již za dvě minuty skóroval, stanovil tak konečné skóre 1:1.
V sezóně 2010/11 se propracoval do základní sestavy, vstřelil rovněž 1 branku a přidal 3 asistence.
V létě 2012 prodloužilo Dynamo České Budějovice s brazilským rychlonohým fotbalistou smlouvu.
Na podzim 2012 se klub dohodl s hráčem na předčasném konci smlouvy.

### Paulista Futebol Clube
Po předčasném konci smlouvy v Českých Budějovicích se po 6 letech vrátil zpět do vlasti a stal se posilou Paulista Futebol Clube.